# François Noël (Humanist)

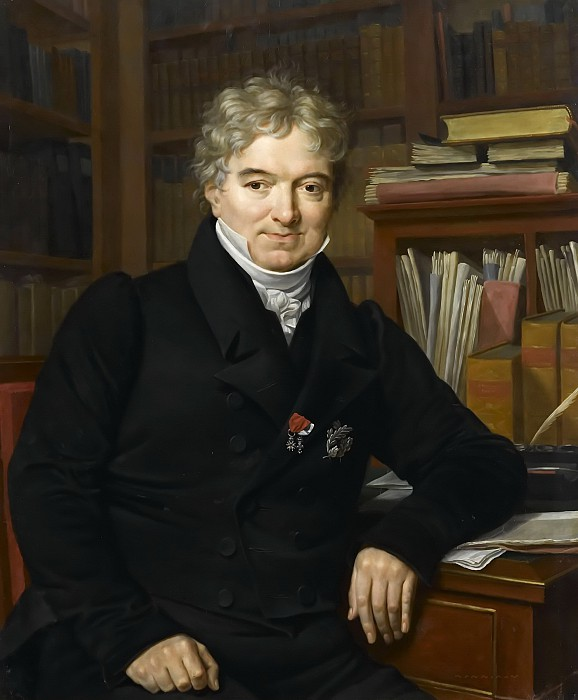
Ölgemälde von Delaperche: Brustbild von François-Joseph Noël

François-Joseph-Michel Noël (* 12. Januar 1756 in Saint-Germain-en-Laye; † 29. Januar 1841 in Paris) war ein französischer Erzieher, Grammatiker, Latinist und Romanist.

## Leben und Werk
Noël war Lehrer am Lycée Louis-le-Grand in Paris, stellte sich aber dann als Journalist und Diplomat in den Dienst der Revolution. 1799 wurde er Mitglied des Tribunats, in Lyon Generalkommissar der Polizei, 1801 Präfekt des Départements Haut-Rhin und 1802 Generalinspekteur des Bildungswesens. Von da an veröffentlichte er praktische Arbeitsinstrumente für die Schule, zuerst für den Lateinunterricht ein Dictionarium latino-gallicum. Dictionnaire latin-français... sur le plan de l'ouvrage intitulé "Magnum totius latinitatis lexicon" de Facciolati  (Paris 1807, aufgelegt bis 1864), einen Nouveau dictionnaire français latin composé sur le plan du "Dictionnaire latin-français" du même auteur (Paris 1808, aufgelegt bis 1867) und einen Gradus ad Parnassum ou Nouveau dictionnaire poétique latin-français fait sur le plan du "Magnum dictionarium poeticum" du P. Vanière (Paris 1810, aufgelegt bis 1911).

Noch bekannter wurden die zusammen mit Charles-Pierre Chapsal publizierten Werke zum Französischunterricht, die Grammatik Nouvelle grammaire française von Noël und Chapsal, die von 1823 bis 1905 zahlreiche Auflagen erlebte und zunehmend die Grammatik von Lhomond ablöste, und drei Jahre nach der Grammatik der Nouveau dictionnaire de la langue française (Toul 1826, 21. Auflage Paris 1872), der durch Kompaktheit und niedrigen Preis Erfolg hatte.

## Weitere Werke
- Le Nouveau siècle de Louis XIV. Recueil de chansons et de vers satiriques sur Louis XIV et sa cour, Paris, 1793
- Éphémérides politiques, littéraires et religieuses, 4 Bde., Paris 1796–1797
- Dictionnaire de la Fable, Paris 1801
- (zusammen mit François-Marie-Joseph de La Place) Leçons françaises de littérature et de morale, Paris 1801 (zahlreiche Auflagen bis 1862, z. T. unter dem Obertitel  Cours de littérature comparée)
- (zusammen mit François-Marie-Joseph de La Place) Conciones poeticæ, ou Discours choisis des poètes latins anciens, Paris 1803
- (zusammen mit François-Marie-Joseph de La Place) Leçons latines anciennes, Paris 1808
- Leçons anglaises de littérature et de morale sur le plan des leçons françaises et des leçons latines, Paris 1817–1819
- (zusammen mit François-Marie-Joseph de La Place) Leçons latines modernes, Paris 1818
- (zusammen mit François-Marie-Joseph de La Place) Leçons grecques, Paris 1825
- (zusammen mit L. J. M. Carpentier) Nouveau dictionnaire des origines, inventions et découvertes, Paris 1827
- (zusammen mit  M. L.J. Carpentier) Philologie française ou Dictionnaire étymologique, critique,  Paris 1831
- (zusammen mit Charles-Pierre Chapsal) Die Götterlehre oder Geschichte der berühmtesten Gottheiten und Heroen des Alterthums, zum Verständniß der klassischen Schriftsteller, der Dichter und der Kunstdenkmäler für Schulen und den Selbstunterricht. Erhard, Stuttgart 1836 (Digitalisierte Ausgabe der Universitäts- und Landesbibliothek Düsseldorf)
- (zusammen mit  M. L.J. Carpentier) Dictionnaire étymologique, critique, historique, anecdotique et littéraire... pour servir à l’histoire de la langue française, Paris 1839